# کوواس باگاس
کوواس باگاس (به اسپانیایی: Cuevas Bajas) یک دهستان اسپانیا است که در اتوکرا واقع شده‌است.

## خصوصیات
کوواس باگاس ۱۷ کیلومترمربع مساحت و ۱٬۴۸۲ نفر جمعیت دارد و ۳۱۲ متر بالاتر از سطح دریا واقع شده‌است.